# Louis Lapierre
Louis Lapierre (Saint-Hermas, 27 luglio 1880 – Siping, 1º dicembre 1952) è stato un missionario e vescovo cattolico canadese.

## Biografia
Fu ordinato prete l'8 luglio 1906 e il 2 maggio 1921 entrò nella Società per le missioni estere della provincia di Québec.
Nel 1925 raggiunse le missioni in Manciuria e il 19 febbraio 1930 fu eletto prefetto apostolico di Szepingkai.
Quando la prefettura fu elevata a vicariato apostolico, il 24 maggio 1932 fu promosso all'episcopato con il titolo di Cardicio e nominato vicario apostolico. Ricevette la consacrazione episcopale a Montréal il 4 agosto 1933.
Con l'aiuto delle suore missionarie dell'Immacolata Concezione, nel 1930 fondò la congregazione indigena delle Vergini di Nostra Signora del Rosario.
L'11 aprile 1946, con la creazione della gerarchia ecclesiastica in Cina, fu trasferito alla sede residenziale di Siping.

## Genealogia episcopale
La genealogia episcopale è:
- Cardinale Scipione Rebiba
- Cardinale Giulio Antonio Santori
- Cardinale Girolamo Bernerio, O.P.
- Arcivescovo Galeazzo Sanvitale
- Cardinale Ludovico Ludovisi
- Cardinale Luigi Caetani
- Cardinale Ulderico Carpegna
- Cardinale Paluzzo Paluzzi Altieri degli Albertoni
- Papa Benedetto XIII
- Papa Benedetto XIV
- Cardinale Enrico Enriquez
- Arcivescovo Manuel Quintano Bonifaz
- Cardinale Buenaventura Córdoba Espinosa de la Cerda
- Cardinale Giuseppe Maria Doria Pamphilj
- Papa Pio VIII
- Papa Pio IX
- Cardinale Raffaele Monaco La Valletta
- Arcivescovo Paul Bruchési
- Arcivescovo Georges Gauthier
- Vescovo Louis Lapierre, P.M.E.